# Zurück an den Absender
Zurück an den Absender ist ein deutscher Fernsehfilm aus dem Jahre 1981.

## Handlung
In einem Verlagshaus arbeitet der pensionierte Briefträger Herr Felix als Packer. Dabei obliegt ihm die Aufgabe, vom Verlag abgelehnte Manuskripte zurück an die Autoren zu schicken. Nach Dienstschluss nimmt Felix einige der abgelehnten Manuskripte mit zu sich nach Hause, liest sie und entdeckt so das lyrische Werk „Die Regenflöte“ des Nachwuchsautors Willibald Knilling. Felix ist fasziniert davon und setzt sich beim Verleger hartnäckig für dieses Buch ein, bis er ihn schließlich davon überzeugen kann, Knillings Erstlingswerk zu veröffentlichen. „Die Regenflöte“ avanciert zum Bestseller, Knilling wird mit dem renommierten „Rainer-Maria-Rilke-Preis“ ausgezeichnet, und der Verleger macht Felix kurzerhand zum Lektor.
Die altgedienten Lektoren neiden Felix den Erfolg und glauben an einen Zufallstreffer. In seiner neuen Eigenschaft als Lektor tut Felix sich schwer, ein weiteres Erfolgswerk zu finden. Zunehmend verzweifelt er an der Aufgabe. Doch plötzlich hat er wieder ein bemerkenswertes Manuskript in Händen. Er ahnt nicht, dass die professionellen Lektoren ihm dieses Manuskript untergeschoben haben. Es handelt sich dabei um Ernest Hemingways Der alte Mann und das Meer. Felix lehnt das Manuskript ab. Von seinem Lektorenjob gleichermaßen überfordert wie ernüchtert, bittet er den Verlagschef um Entbindung von seiner Aufgabe. Felix kehrt an seinen Arbeitsplatz als Packer zurück, wo er weitere vielversprechende Nachwuchsautoren zu entdecken hofft.

## Hintergrund
Der Film wurde für das ZDF produziert und erlebte seine Erstausstrahlung am 25. Dezember 1981. Die Rolle des alten Packers ist eine liebevolle Altersrolle für den großen Mimen Rudolf Platte.